# Kennet and Avon Canal
Het Kennet and Avon Canal is een kanaal in het zuiden van Engeland. Het verbindt de Avon bij Bath, met de Kennet en de Theems te Reading. Het eigenlijke kanaal, dat werd gegraven tussen 1794 en 1810, is 92 km lang; rekent men de riviertrajecten op de Avon en Kennet mee, dan bedraagt de totale vaarlengte 140 km.

## Geschiedenis
Het idee voor een oost-westverbinding door Zuid-Engeland werd voor het eerst geopperd in het Elizabethaans tijdperk. De zeeroute van Londen naar Bristol was destijds immers niet zonder gevaar, en de Avon en Theems zijn op een bepaald punt slechts 5 km van elkaar verwijderd. Hoewel plannen voor een kanaal besproken werden, zou pas bij het begin van de 18e eeuw, toen onafhankelijk van elkaar, maar beide onder supervisie van ingenieur John Hoare, de Avon bevaarbaar werd gemaakt van Bristol tot Bath en de Kennet tot Reading, actie ondernomen worden. In 1788 werd het zogenaamde "Western Canal" voorgesteld met een route langs Hungerford, Marlborough, Calne, Chippenham en Melksham, hoewel er twijfels waren over de watervoorziening van dit tracé. In 1793 volgde een nieuw voorstel op basis van opmetingen door ingenieur John Rennie: deze zuidelijker gelegen route, langs Great Bedwyn, Devizes, Trowbridge en Newbury, werd aanvaard door de Kennet and Avon maatschappij en kreeg op 17 april 1794 bij wet de koninklijke goedkeuring. Het kanaal, met meerdere aquaducten en de bekende sluizentrap van Caen Hill bij Devizes, werd geopend in 1810 na 16 jaar bouwen. Voor het op peil houden van het waterniveau werden twee pompstations gebouwd bij Claverton en Crofton.
De opening van de Great Western Railway in 1838 zou het kanaal een eerste zware klap toebrengen. Nadat deze spoorwegmaatschappij in 1852 het kanaal overnam, verhoogde ze het tolgeld dermate dat het kanaal nog nauwelijks gebruikt werd. De sluiting begin 1900 van het Somerset Coal Canal en het Wilts and Berks Canal die beide aansloten op het Kennet and Avon Canal zouden voor verder verlies van trafiek zorgen. Rond 1950 waren grote delen van het kanaal buiten gebruik gesteld bij gebrek aan onderhoud van de sluizen. In 1956 werd met succes een petitie ingediend om de definitieve sluiting van het kanaal te voorkomen. In 1963 werd het complex overgenomen door het pas opgerichte British Waterways en werd gestart met de restauratie.

## Route
Vanaf de haven van Bristol bereikt men via Netham Lock de bevaarbare Avon, die gevolgd wordt tot Bath. Vanaf Bath begint het eigenlijke kanaal dat nog een poos de vallei van de Avon volgt. De rivier wordt tweemaal gekruist, via het Dundas-aquaduct, waar het voormalige Somerset Coal Canal aansluit, en het Avoncliff-aquaduct.
Bij Devizes overwint men met 29 schutsluizen over een afstand van zowat 3 kilometer een hoogte van 72 meter. Eerst zijn er de zeven sluizen van Foxhangers, dan de zestien van de sluizentrap van Caen Hill en ten slotte de zes van Devizes zelf. Omdat de heuvel te steil is om tussen de sluizen in het kanaal zelf voldoende grote waterreservoirs te bouwen, werd destijds bij elk van de zestien Caen Hill sluizen een reservoir langsheen het eigenlijke kanaal gebouwd. Omwille van het grote waterverbruik werd in 1996 na de heropening bij Foxhangers een waterpomp geïnstalleerd die per dag 32 miljoen liter water terug naar het bovenste kanaalpand kan pompen. Voor het versassen van alle sluizen heeft een boot zowat vijf tot zes uur nodig.
Bij Crofton wordt het drie kilometer lange scheidingspand, op een hoogte van 137 m boven de zeespiegel, bereikt. Het loopt deels door de 459 m lange Bruce Tunnel.
Het traject van Newbury tot de monding in de Theems te Kennet Mouth bij Reading, bekend als de Kennet Navigation, volgt afwisselend de rivier en stukken kanaal.

## Heden
Na de restauratiewerken werd het kanaal over zijn hele lengte heropend begin jaren 90 van de twintigste eeuw. Het gebruik blijft beperkt tot de pleziervaart.